# Adelobotrys macrophylla
Adelobotrys macrophylla är en tvåhjärtbladig växtart som beskrevs av Pilg.. Adelobotrys macrophylla ingår i släktet Adelobotrys och familjen Melastomataceae. Inga underarter finns listade i Catalogue of Life.